# Paljor Dondrup
Pour les articles homonymes, voir Dhondup.
Gyaltsab Rinpoché
- Tashi Namgyal
Paljor Dondrub tibétain : དཔལ་འབྱོར་དོན་གྲུབ, Wylie : dpal 'byor don grub  (Nyemo Yakteng 1427- 1489 à Tsourphou ) a reçu le titre glorieux goshir de l'empereur de Chine Ming Yingzong. Il est né à Nyemo Yakteng. Il fut le 1er Gyaltsab Rinpoché, sur qui le 6e karmapa Thongwa Dönden a veillé depuis son enfance, a été nommée secrétaire et régent du 6e karmapa à 14 ans. Il a reçu la transmission complète de la lignée du Rosaire d'Or de Bengar Jampal Sangpo et du 3e Shamar Rinpoché. Il est devenu le professeur principal du 7e karmapa Chödrak Gyatso.